# Саладо Альварес, Викториано
Викториано Саладо Альварес (исп. Victoriano Salado Álvarez; 30 сентября 1867, Теокальтиче, штат Халиско, Мексика — 13 октября 1931, Мехико, Мексика) — мексиканский ученый, писатель и государственный деятель, министр иностранных дел Мексики в 1911.

## Биография
В 1890 г. получил высшее образование в Юридической школе Гвадалахары. Затем переехал в Мехико, где работал в качестве обозревателя газеты и журнала. Параллельно преподавал в Национальной подготовительной школе (Escuela Nacional Preparatoria).
В середине 1900-х гг. перешел на дипломатическую службу.
- 1907—1909 гг. — секретарь посольства в Соединенных Штатах Америки,
- 1909—1911 гг. — заместитель министра,
- май-июнь 1911 г. — министр иностранных дел Мексики,
- 1911—1912 гг. — посол в Гватемале и Сальвадоре,
- 1912—1914 гг. — посол в Бразилии. Подал прошение об отставке в разгар Мексиканской революции после падения режима Викториано Уэрты, поскольку считался противником революции.

С 1914 г. проживал в эмиграции, до 1919 г. — в Испании, с 1919 по 1921 г. — в США. Вернувшись на родину, с 1927 по 1929 г. он вновь переехал в Сан-Франциско (1927—1929), и окончательно вернулся в Мексику в 1929 г. Сотрудничал с газетами Excélsior и El Universal и другими ведущими СМИ страны.
В 1901 г. он был избран действительным членом Мексиканской академии языка, с 1925 по 1931 г. являлся ее секретарем. Действительный член академии
истории Мексики с 1930 г.

## Основные сочинения
- «Мой урожай», сборник критических литературных исследований национальной традиции против модернизма (1899),
- «Автомобили», сборник рассказов (1901),
- «Мексиканские национальные эпизоды», исторический роман в двух частях: «Санта-Анна и Реформа», в трех томах (1902) и «Интервенция и империя», в четырех томах (1903—1906),
- «Мексиканское паломничество», доклад при вступлении в Мексиканскую академию языка (1924),
- «Воспоминания Викториано Саладо Альвареса», (1929), в двух частях,
- «Приключения и романтическая жизнь дона Карлоса Марии де Бустаманте» (1933).